# Juniupproret 1832
Juniupproret 1832 (franska: Insurrection républicaine à Paris en juin 1832) var en anti-monarkistisk revolt som utspelade sig i Frankrike mellan 5 och 6 juni 1832.

## Förlopp
Republikaner i Paris revolterade mot Julimonarkin, med Ludvig Filip I som kung, som upprättats två år tidigare. Revoltörerna räknade med att monarkin försvagats tillräckligt efter att kungens mest inflytelserika anhängare, konseljpresidenten Casimir Pierre Périer, avlidit några veckor tidigare. Senare dog en av monarkins starkaste motståndare, Jean Maximilien Lamarque, och upproret startade i den folkmassa som följde hans begravningståg 5 juni 1832.

## Populärkultur
Författaren Victor Hugo beskrev upproret i boken Samhällets olycksbarn, och i musikalen Les Misérables, som är baserad på boken, utgör upproret till stora delar fond för berättelsen.